# Ion Dragalina tábornok sugárút
A Ion Dragalina tábornok sugárút (románul: Bulevardul General Ion Dragalina; korábban a Bégától északra Úri utca, délre a Bonnaz Sándor csanádi püspökről elnevezett Bonnaz utca) Temesvár egyik utcája. Temesvár-Északi pályaudvarnál, az Állomás utca és a Köztársaság sugárút találkozásától indul, a Ion Dragalina tábornok hídon keresztezi a Béga-csatornát, és az 1989. december 16. sugárútig tart. Folytatása Erzsébetvárosban a Constantin Brâncoveanu sugárút. Nevét Ion Dragalina első világháborús román tábornokról kapta.
A 16. szám alatt, az udvarban áll Kós Károly szülőháza. A 11/A szám alatt működik a Bartók Béla Elméleti Líceum.

## Műemlékek
Az utcából egy, az utca épületeinek nagy részét magába foglaló városi helyszín, egy épület és egy szobor szerepel a romániai műemlékek jegyzékében.
| Házszám | Kép | Megnevezés | Építés dátuma | Műemlék kódja    |
| ------- | --- | --- | ------------- | ---------------- |
|         |     | Józsefváros régi városnegyed városi helyszín 4. Notre Dame-zárdatemplom 16. Kós Károly szülőháza 24, 25, 25A. Horgony-palota 27. Royal szálló 29. Gemeinhardt-palota | 19–20. század | TM-II-s-B-06098  |
| 13      |     | Kisboldogasszony-templom | 1774          | TM-II-m-A-06132  |
| 13      |     | Nepomuki Szent János-szobor | 1722          | TM-III-m-A-06306 |